# Alloepedanus
Alloepedanus is een geslacht van hooiwagens uit de familie Epedanidae.
De wetenschappelijke naam Alloepedanus is voor het eerst geldig gepubliceerd door  Suzuki in 1985. 

## Soorten
Alloepedanus is monotypisch en omvat slechts de volgende soort:
- Alloepedanus robustus